# Condado de Norður-Múlasýsla
Norður-Múlasýsla es uno de los veintitrés condados de Islandia. Se ubica en la región de Austurland.

## Geografía
Este condado se encuentra al noreste de Islandia. Posee un clima frío en invierno y templado en verano. Su territorio ocupa una superficie de 10.568 kilómetros cuadrados.

## Demografía
En Norður-Múlasýsla reside una población de 4.329 personas y posee una superficie de 10.568 kilómetros cuadrados. Su densidad poblacional es de 0,40 habitantes por cada kilómetro cuadrado.

### Municipios
Norður-Múlasýsla comprende los siguientes municipios:
- Fljótsdalshérað
- Fljótsdalshreppur
- Langanesbyggð 1
- Borgarfjarðarhreppur
- Vopnafjarðarhreppur

### Localidades
Norður-Múlasýsla comprende las siguientes localidades:
| Localidad      | Altura (m s. n. m.) | Población (2004) |
| -------------- | ------------------- | ---------------- |
| Bakkafjörður   | 93,8                | 9                |
| Bakkagerði     | 4,8                 | 15               |
| Búðareyri      | 0                   | 167              |
| Eiríksstaðir 2 | 585,8               | 0                |
| Eyrar          | 0                   | 112              |
| Hámundarstaðir | 0                   | 10               |
| Hánefsstaðir   | 291,9               | 158              |
| Hjáltstaður    | 72,8                | 7                |
| Hof            | 38,7                | 28               |
| Hofteigur 2    | 219,7               | 0                |
| Hóll           | 0,9                 | 10               |
| Húsavík        | 72,8                | 13               |
| Kirkjubær      | 33                  | 17               |
| Klypsstaðir    | 10,9                | 53               |
| Njarðvík       | 296,8               | 16               |
| Nes            | 56,9                | 22               |
| Seyðisfjörður  | 0                   | 167              |
| Skálanes       | 0                   | 79               |
| Skeggjastaðir  | 53,9                | 8                |
| Sleðbrjótur    | 36,8                | 16               |
| Valþjófsstaður | 33,8                | 5                |
| Vestdalseyri   | 0                   | 167              |
| Vopnatjorður   | 0                   | 19               |

2 no poseen una población permanente.

## Historia

### Edad Media
Conocido como Krakalækjarþing («thing de Krakalækjar») hubo en la región uno de los tres centros jurídicos y políticos de la corte del Este: (Austfirðingafjórðungur) durante la Mancomunidad Islandesa.